# Frederik Christiaan van Sleeswijk-Holstein-Augustenburg
Frederik Christiaan I van Sleeswijk-Holstein-Sonderburg-Augustenburg (6 april 1721 - Augustenburg, 13 november 1794) was van 1754 tot aan zijn dood hertog van Sleeswijk-Holstein-Sonderburg-Augustenburg. Hij behoorde tot het huis Sleeswijk-Holstein-Sonderburg-Augustenburg. 

## Levensloop
Frederik Christiaan I was de oudste zoon van hertog Christiaan August van Sleeswijk-Holstein-Sonderburg-Augustenburg en diens echtgenote Frederica Louise, dochter van graaf Christiaan van Danneskiold-Samsoe. 
Toen hij in 1754 zijn vader opvolgde als hertog van Sleeswijk-Holstein-Sonderburg-Augustenburg, had Frederik Christiaan hoge schulden. Omdat hij verzaakte aan zijn erfrechten in Sleeswijk en Holstein, kon hij een hoge vergoeding verkrijgen van koning Frederik VI van Denemarken. Frederik Christiaan gebruikte dit geld om zijn landgoedbezit op Alsen en in Sundewit uit te breiden, waardoor hij de grootste grondbezitter van Sleeswijk werd. Ook liet hij het Slot van Augustenburg renoveren. 
Frederik Christiaan was eveneens generaal in het Deense leger en werd verheven tot ridder in de Orde van de Olifant. In november 1794 stierf hij op 73-jarige leeftijd.

## Huwelijk en nakomelingen
Op 26 mei 1762 huwde hij met Charlotte Amalia Wilhelmina (1744-1770), dochter van hertog Frederik Karel van Sleeswijk-Holstein-Sonderburg-Plön. Ze kregen zeven kinderen:
- Louise (1763-1764)
- Louise Christina Carolina (1764-1815)
- Frederik Christiaan II (1765-1814), hertog van Sleeswijk-Holstein-Sonderburg-Augustenburg
- Frederik Karel Emil (1767-1841), Deens generaal
- Christiaan August (1768-1810), Deens generaal en Zweeds troonopvolger
- Sophia Amalia (1769-1769)
- Karel Willem (1770-1771)